# Strzelanina w szkole w Belgradzie
Strzelanina w szkole w Belgradzie – strzelanina, do której doszło 3 maja 2023 roku w szkole podstawowej w Belgradzie, stolicy Serbii. Zaledwie dzień później, w Serbii doszło do kolejnej strzelaniny, w której zginęło 10 osób.

## Tło
Serbia ma surowe prawo dotyczące posiadania broni palnej, ale ma również jeden z najwyższych wskaźników posiadania broni na mieszkańca na świecie. W 2021 roku, szacuje się, że na 100 mieszkańców przypada 39 broni, co czyni Serbię trzecim krajem na świecie pod względem wskaźnika posiadania broni, za Stanami Zjednoczonymi i Jemenem. Wraz z kulturą posiadania broni i tym, że wiele gospodarstw domowych przechowuje trofea wojenne z wojen XX wieku, broń nielegalna stała się powszechna w niektórych regionach kraju po wojnach jugosłowiańskich w latach 90. XX wieku.
Masowe strzelaniny są rzadkością w Serbii, jak i w całej Europie Środkowo-Wschodniej. W XXI wieku w Serbii doszło do trzech masowych strzelanin; w 2007 roku we wsi Jabukovac, podczas których zginęło dziewięć osób, a pięć zostało rannych; w 2013 rok strzelanina w Velikiej Ivančy, gdzie zginęło 14 osób; oraz w 2016 podczas strzelaniny we wsi Žitište, gdzie zginęło pięć osób, a 22 zostały ranne. W 2019 roku doszło do próby strzelaniny w szkole w Velika Plana, jednak sprawca został powstrzymany po oddaniu dwóch strzałów w sufit. Żadna z tych strzelanin ani próba nie były dokonane przez dziecko.

## Przebieg
O godzinie 8:30 uzbrojony 13-letni uczeń wtargnął do szkoły i zastrzelił z broni palnej ochroniarza, a następnie uczniów, których spotkał na korytarzu. Później wszedł do klasy, gdzie odbywały się lekcje historii i postrzelił innych uczniów. Następnie strzelec przebiegł korytarzem na dziedziniec i o godzinie 8:42 skontaktował się z policją.

## Sprawca
Sprawcą strzelaniny był 13-letni Kosta Kecmanović (ur. 2009), uczeń Szkoły Podstawowej im. Władysława Ribnikara, obywatel Serbii. Według ustaleń był w posiadaniu koktajlu Mołotowa oraz dwóch pistoletów CZ75 i Ruger Standard, które należały do jego ojca. Zgodnie z informacjami ministerstwa spraw wewnętrznych Serbii podejrzany planował strzelaninę od miesiąca, oraz sporządził listę osób które chce zabić. Jako potencjalny motyw podano przemoc rówieśniczą. Później poinforowano o aresztowaniu ojca sprawcy strzelaniny.

## Ofiary strzelaniny
Strzelanina skutkowała śmiercią dziewięciorga uczniów (ośmiu dziewcząt i jednego chłopca) oraz ochroniarza. Jednym ze zmarłych uczniów był obywatel Francji, zgodnie z oświadczeniem Ministerstwa Spraw Zagranicznych Francji. Jedną ze zmarłych dziewcząt była córką Dragana Kobiljskiego, serbskiego trenera i byłego zawodowego siatkarza.

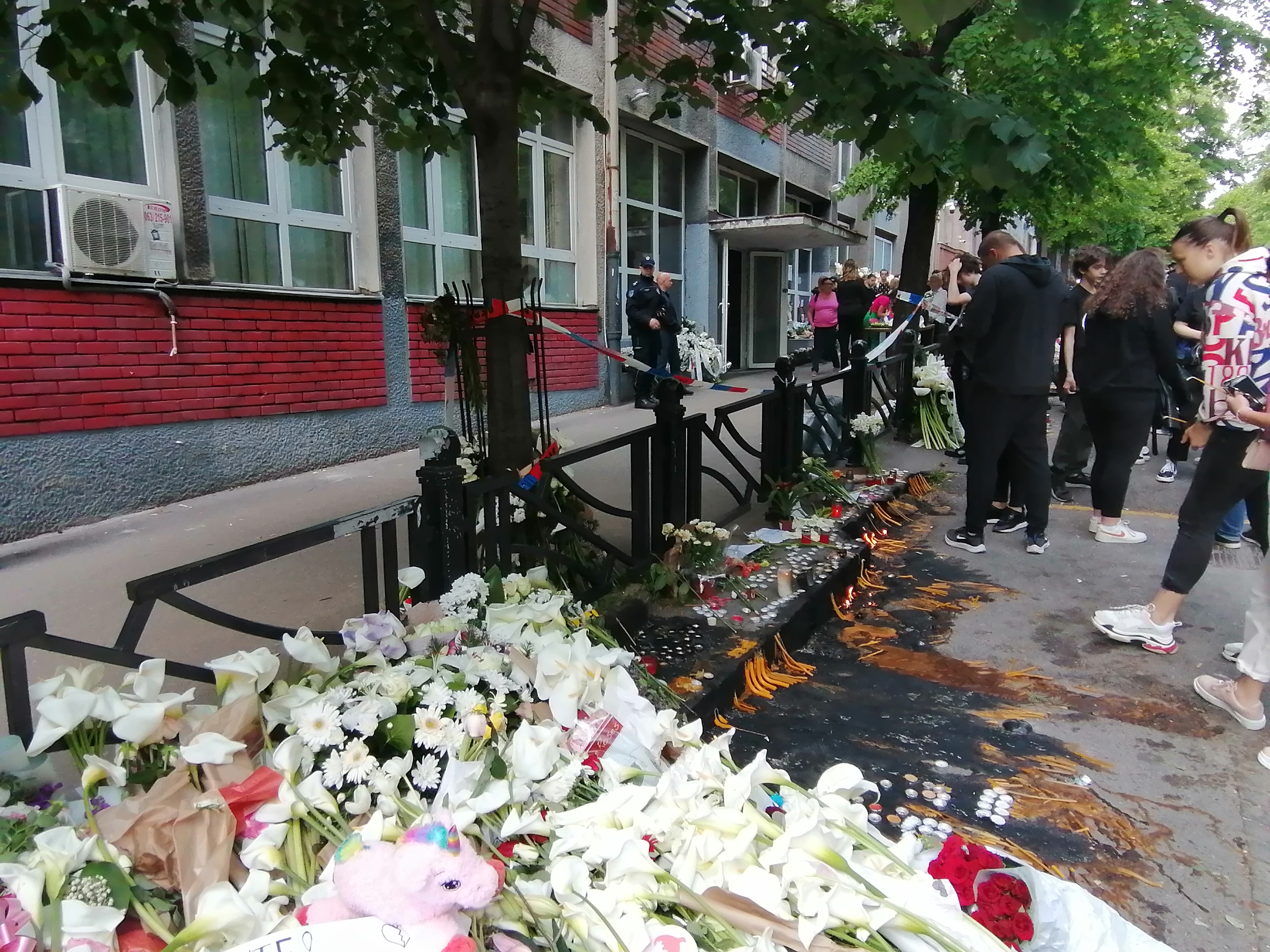
Kwiaty upamiętniające zabitych w strzelaninie, postawione pod budynkiem szkoły

Dodatkowo, sześciu uczniów i nauczycielka zostali ranni. Spośród rannych, dwóch chłopców i jedna dziewczyna zostali przewiezieni do Uniwersyteckiego Szpitala Dziecięcego w Belgradzie. Chłopcy odnieśli rany postrzałowe dolnych kończyn, natomiast dziewczyna doznała poważnego urazu głowy i musiała przejść operację. Później stan chłopców i nauczycielki uznano za stabilny. 7 maja poinformowano, że jedna z uczennic jest w stanie krytycznym. 15 maja ogłoszono, że uczennica która była w stanie krytycznym, zmarła. 20 czerwca 2023 chłopiec, który w strzelaninie odniósł obrażenia kręgosłupa, przeszedł operację w Chicago.
Nauczycielka historii Tatjana Stevanović (52 l.), która została trafiona trzema strzałami, przeszła kilka operacji w Centrum Klinicznym w Belgradzie. Według dziennika „Večernje novosti” nie może chodzić ani poruszać lewą ręką. 20 lipca została poddana rehabilitacji.
Lista ofiar śmiertelnych:
1. Angelina Aćimović (lat 14)[b]
2. Mara Anđelković (lat 13)
3. Bojana Asović (lat 11)
4. Ana Božović (lat 11)
5. Andrija Čikić (lat 14)
6. Adriana Dukić (lat 14)
7. Ema Kobiljski (lat 13)
8. Katarina Martinović (lat 12)
9. Sofija Negić (lat 13)
10. Dragan Vlahović (lat 53)

## Reakcje

### Krajowe
Po ataku rząd Serbii ogłosił, że od 5 maja w kraju potrwa 3-dniowa żałoba narodowa. Prezydent Serbii Aleksandar Vučić złożył kondolencje rodzinom i bliskim zabitych dzieci i nauczycieli oraz zapowiedział zmiany w prawie dotyczące karalności nieletnich oraz wydawania pozwoleń na posiadanie broni aby w przyszłości zapobiec takim sytuacjom, zadeklarował również, że każdy posiadacz broni zostanie poddany kontroli, oraz że w każdej z 330 szkół w Serbii będzie obecny policjant. Kondolencje wyrazili również m.in.: minister edukacji Branko Ružić i były prezydent Serbii Boris Tadić.
UNICEF w Serbii stwierdziło, że szkoła „nie jest miejscem dla jakiegokolwiek rodzaju przemocy”, serbski patriarcha Porfiriusz określił to jako katastrofę, która „nigdy wcześniej nie spotkała Serbii”.
Na konferencji prasowej serbski minister edukacji Branko Ružić stwierdził, że „szkodliwy wpływ internetowych gier wideo, czyli tak zwanych zachodnich wartości, jest ewidentny”. Partie opozycyjne po jego wypowiedzi wezwały do odwołania go ze stanowiska ministra edukacji, w tym Inicjatywa Młodzieżowa na rzecz Praw Człowieka i Niezależny Związek Nauczycieli Serbii, który ogłosił, że zawiesi pracę we wszystkich szkołach od 4 maja w ramach strajku. Związek Zawodowy Oświaty Serbii ogłosił, że zorganizuje ogólnokrajowy strajk od 5 maja i wezwał rząd do „stworzenia warunków dla normalnego i bezpiecznego życia dzieci i pracowników w systemie oświaty”. Były minister edukacji Srđan Verbić wyraził sprzeciw wobec zwolnienia Ružicia, ale powiedział, że „byłoby dobrze dla całej sytuacji, gdyby sam złożył rezygnację”. Były minister edukacji w latach 2016–2020 Mladen Šarčević powiedział, że „strzelanina przede wszystkim nastąpiła z powodu nieostrożności rodziców”.
Serbska Partia Dotrzymujących Przysięgi zażądała pilnego posiedzenia w Komisji Edukacji w Zgromadzeniu Narodowym Republiki Serbii, podczas gdy partia Ruch Na Rzecz Przywrócenia Królestwa Serbii wezwała do „zakazu wszystkich programów telewizyjnych, które pokazują przemoc”. Burmistrz Belgradu, Aleksandar Šapić, wyraził swoje kondolencje, dodając, że „władze miasta zapewnią wszelką pomoc, której potrzebują rodziny”.

### Międzynarodowe
- Bułgaria – prezydent Bułgarii Rumen Radew przesłał list z kondolencjami[60].
- Czarnogóra – prezydent Czarnogóry Jakov Milatović napisał na Twitterze, że myślami jest z Serbią i jej mieszkańcami[61]. Rząd Czarnogóry ogłosił, że 7 maja będzie dniem załoby narodowej[62].
- Chorwacja – chorwacki minister spraw zagranicznych Gordan Grlić Radman, za pośrednictwem Twittera złożył kondolencje rodzinom i ofiarom tragedii[63].
- Francja –  prezydent Francji Emmanuel Macron przesłał depeszę kondolencyjną[64].
- Grecja – premier Grecji Kiriakos Mitsotakis przesłał depeszę kondolencyjną[60].
- Hiszpania – premier Hiszpanii Pedro Sánchez przesłał depeszę kondolencyjną[60].
- Holandia – premier Holandii Mark Rutte przesłał depeszę kondolencyjną[60].
- Bośnia i Hercegowina – prezydium Bośni i Hercegowiny Željka Cvijanović przesłała list w którym napisał: „ze smutkiem i niedowierzeniem przyjęłam wiadomość o bezpodstawnym ataku w Szkole Podstawowej w Belgradzie, gdzie niewinni uczniowie i pracowniczy tragicznie stracili życie”[60]. Rząd Bośni ogłosił również, że 5 maja będzie dniem źałoby narodowej[65].
- Kosowo – premier Kosowa napisał na Twitterze, że życzy ofiarom strzelaniny szybkiego powrotu do zdrowia[66].
- Południowa Afryka –  Dział Stosunków Międzynarodowych RPA przesłał za pośrednictwem strony rządowej wiadomość kondolencyjną[67].
- Unia Europejska – przewodniczący Rady Europejskiej Charles Michel napisał na Twitterze, że jest myślami z narodem serbskim, a w szczególności z rodzinami i bliskimi ofiar i rannych w ataku[68].
- Węgry – prezydent Węgier Katalina Novak napisała na Facebooku: „W imieniu Węgier składam kondolencje i wyrazy współczucia prezydentowi Serbii Aleksandarowi Vučićowi i narodowi serbskiemu z powodu tragicznej strzelaniny w szkole w Belgradzie. Nasze modlitwy są z ofiarami i rodzinami pogrążonymi w żałobie”[69]. Premier Węgier Viktor Orbán przesłał list z kondolencjami[60].